# Широтно-імпульсна модуляція
Широтно-імпульсна модуляція (ШІМ — англ. pulse-width modulation, PWM), або модуляція за тривалістю імпульсів (англ. pulse-duration modulation, PDM) — процес керування шириною (тривалістю) високочастотних імпульсів за законом, який задає низькочастотний сигнал. В електроніці це може бути керуванням середнім значенням вихідної напруги через зміну тривалості замкнутого стану електронного (електромеханічного) ключа, наприклад, у схемі ключового стабілізатора напруги.

## Принцип роботи ШІМ

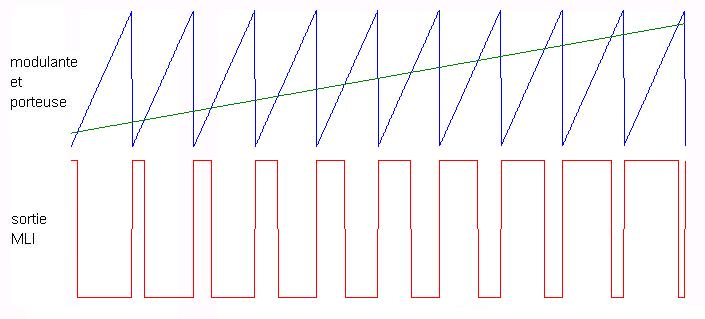
Зелений — вхідний аналоговий сигнал, червоний — вихідний імпульсний

Моделювання в ШІМ вихідного синусоідального сигналу

### Аналогова ШІМ
ШІМ-сигнал генерується аналоговим компаратором, на один вхід якого подається опорний сигнал значно більшої частоти, ніж модулюючий у вигляді «трикутника» або «пили», а на інший — модулюючий неперервний аналоговий сигнал. Частота вихідних імпульсів ШІМ відповідає частоті «зубів» пилки. Під час тої частини періоду, коли сигнал на позитивному вході вищий від сигналу на негативному вході, на виході буде одиниця, під час іншої, коли сигнал на позитивному вході нижчий від сигналу на негативному вході — нуль.

### Цифрова ШІМ
У двійковій цифровій техніці, сигнали на виході якої можуть приймати тільки одне з двох значень, наближення бажаного середнього рівня вихідного сигналу за допомогою ШІМ є абсолютно природним. Схема настільки ж проста: пилкоподібний сигнал генерується N-бітовим лічильником.

### Фільтрація вихідного сигналу
У тих випадках, де потрібно, наближення форми вихідного сигналу ШІМ до відповідного йому вхідного сигналу забезпечується інтегрувальними елементами, роль яких може відігравати інерційність стану керованого ШІМ елемента (наприклад, печі розжарювання), або для цього використовується інтегрувальна ланка — фільтр низьких частот.

## Переваги ШіМ
Перемикання відбувається з великою швидкістю, відповідно до типу навантаження, з таким розрахунком, щоб період модульованого сигналу був істотно меншим, ніж інерційність системи, до якої подається сигнал. Частота перемикання може становити:
- від декількох разів на хвилину для повільних процесів (наприклад електропечі); 100 Гц для електролампи;
- від декількох до десятків кГц для електродвигуна або
- від десятків до сотень кГц для аудіопідсилювача і комп'ютерного блоку живлення.

Для оцінки форми ШІМ сигналу  застосовується параметр коефіцієнту заповнення (англ. duty cycle), під яким розуміють відношення тривалості ввімкненого стану (англ. 'on' time) до прийнятого періоду імпульсів; малий коефіцієнт заповнення відповідає режиму енергозберігання, позаяк джерело енергії відключене протягом довшого часу. Коефіцієнт заповнення виражають у відсотках, 100% відповідає ввімкненому стану на весь період.
Головною відзнакою ШІМ є мала втрата енергії на електронному перемикачеві. Він здебільшого перебуває або у вимкненому стані, коли його опір максимальний, напруга максимальна або в режимі насичення — з мінімальним опором, тобто струм максимальний, а падіння напруги на ньому близьке до нуля. ШІМ також органічно вписується в цифрові технології, велика кількість ШІМ-контролерів виробляється у вигляді мікросхем. Класичним прикладом є мікросхеми UC3842…UC3844.
Цифрова широтно-імпульсна модуляція є різновидом дворівневої імпульсно-кодової модуляції (ІКМ).